# Neoclytus smithi
Neoclytus smithi es una especie de escarabajo longicornio del género Neoclytus, tribu Clytini, subfamilia Cerambycinae. Fue descrita científicamente por Bates en 1892.

## Descripción
Mide 10 milímetros de longitud.

## Distribución
Se distribuye por México.